# ペドロ・エンリケ・カルドーソ・デ・リマ
ペドロ・エンリケ・カルドーソ・デ・リマ（Pedro Henrique Cardoso de Lima, 2006年7月1日 - ）は、ブラジルのパライバ州カベデロ出身のプロサッカー選手。ウルヴァーハンプトン・ワンダラーズFC所属。ブラジル代表。ポジションはディフェンダー。

## 経歴

### スポルチ・レシフェ
2021年に15歳でスポルチ・レシフェのユースアカデミーに加入。

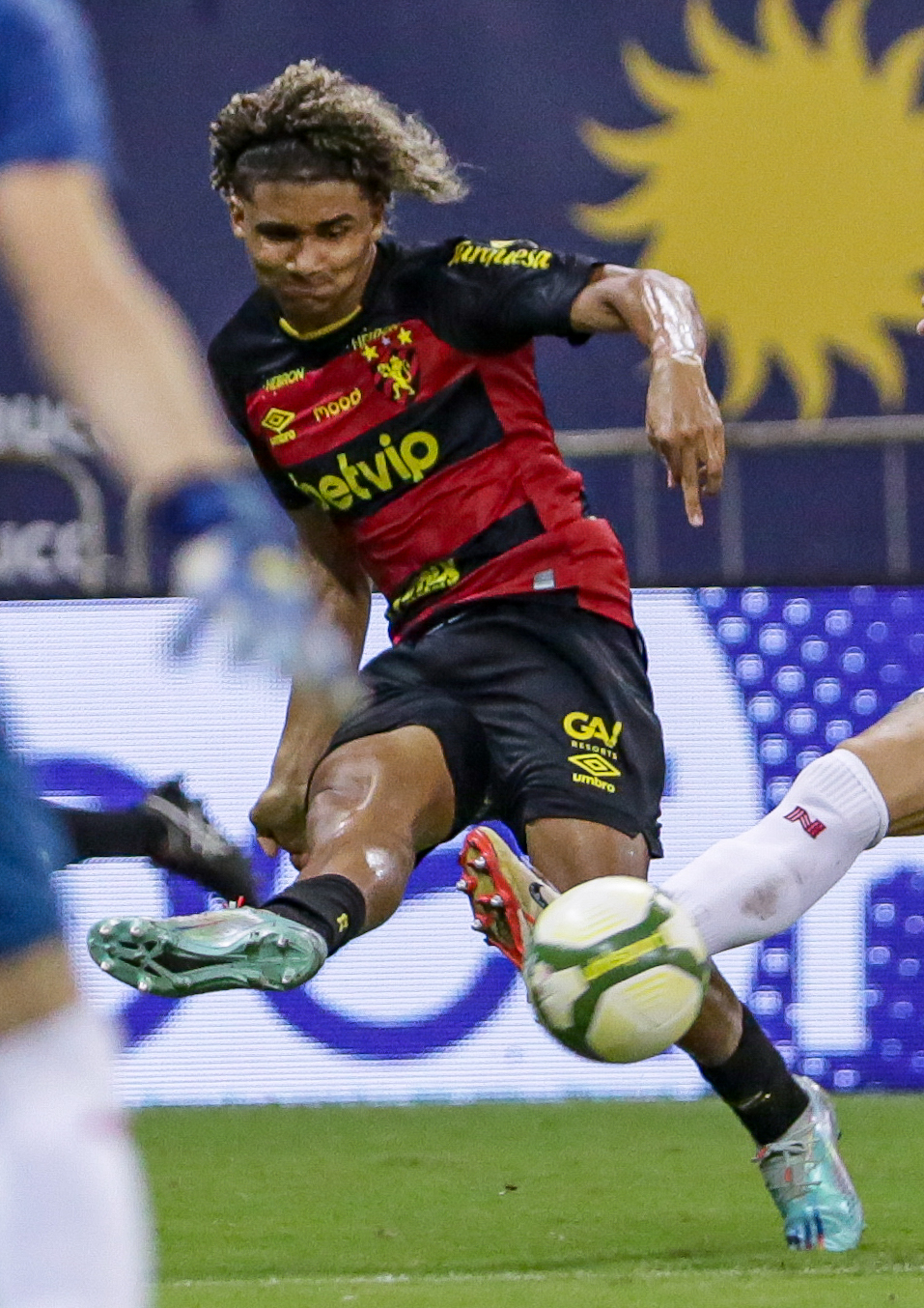
スポルチ・レシフェでのリマ
(2024年)

2023年9月12日、レシフェと2026年までの契約延長に合意した。
2024年1月29日、アフォガドス・ダ・インガゼイラFC戦に出場してプロデビューした。2月25日、レシフェとの契約を2027年まで延長した。
2024年7月2日、ウルヴァーハンプトン・ワンダラーズFCに5年契約で移籍した。

## 代表歴
2023年のFIFA U-17ワールドカップにブラジル代表で出場した。